# H.H. Buffum Company
Die H.H. Buffum Company war ein US-amerikanischer Automobil- und Motorboot-Hersteller während der Wende vom 19. zum 20. Jahrhundert. Sie wurde 1901 (nach einer Quelle: 1903) von Henry Buffum gegründet und hatte ihren Sitz in Abington im Plymouth County in Massachusetts. Im Zeitraum von 13 Jahren wurden ca. 70 Autos gebaut. Diesem kleinen Hersteller sind einige Meilensteine der Automobilgeschichte zuzurechnen: 1895 baute Buffum das erste Automobil mit einem Vierzylindermotor. Dieses Auto ist heute im Louwman Museum in Den Haag zu sehen. Später baute seine H.H. Buffum Company einen Rennwagen mit 180°-V8-Motor, der als erstes in den USA hergestelltes Achtzylinder-Straßenfahrzeug und erster „Produktions“-Rennwagen gilt, weil er im Verkaufskatalog von 1904 aufgeführt war.

## Henry H. Buffum
Henry Buffum kam 1890 von der Westküste nach Abington und beschäftigte sich hauptsächlich mit der Automatisierung der Schuhproduktion, für die er eine Nagel- und eine Nähmaschine konstruierte. Daneben betrieb er einen kleinen Fahrradbau und führte Reparaturen an mechanischen Geräten durch. Zu den zahlreiche Erfindungen des Tüftlers und Konstrukteurs gehört auch der Sprühkopf einer Sprinkleranlage. Buffum erhielt zahlreiche Patente für seine Entwicklungen.
Sechs Automobile entstanden in seiner Werkstatt vor 1900 wahrscheinlich nebenbei in seiner Freizeit. Jedes wies Verbesserungen gegenüber dem Vorgänger auf. Aus Angst, seine Ideen könnten ihm gestohlen werden, fuhr Buffum diese Automobile nur selten.

### Buffum Four Cylinder Stanhope (1895)

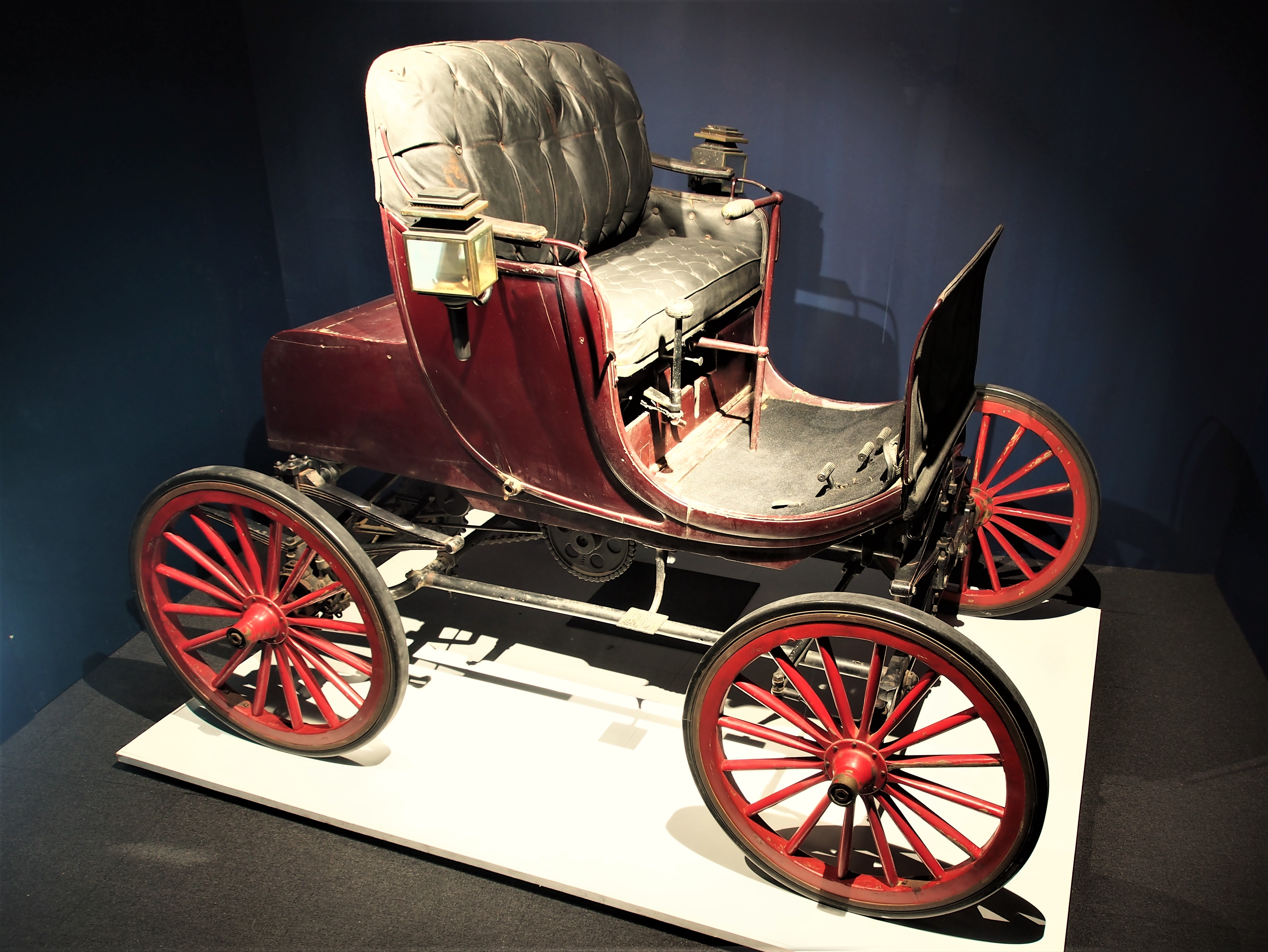
Buffum Four Cylinder Stanhope von 1895 im Louwman Museum.

Der Buffum Four Cylinder Stanhope ist eines der ältesten Automobile aus US-amerikanischer Produktion in fahrbereitem Zustand. Mit den Arbeiten an seinem ersten Auto begann Buffum bereits 1894. Das im folgenden Jahr fertiggestellte Fahrzeug ist in mehrerer Hinsicht bemerkenswert und stellt einen Meilenstein der Automobilgeschichte dar. So gilt es als weltweit erstes Auto mit einem Vierzylindermotor, der überdies eigens zu diesem Zweck angefertigt worden ist. Es handelt sich also nicht um einen angepassten Stationärmotor. Die Ventile sind obengesteuert, was eine sehr frühe Anwendung dieses Prinzips darstellt. Der Motor ist zeittypisch quer unter dem Fahrersitz angebracht und besteht aus einzeln gegossenen Zylindern mit abnehmbarem Zylinderkopf, die auf einem gemeinsamen Kurbelwellengehäuse angebracht sind. Der von Buffum konstruierte Wasserkühler versorgt jeden Zylinder mittels eigener Kühlleitung.
Die Kraftübertragung erfolgt über ein Zweigang-Planetengetriebe und eine Antriebskette direkt auf die Hinterachse, an der kein Differential vorgesehen ist. Die Bedienungselemente sind innovativ: Die beiden Vorwärtsgänge werden mittels Schalthebel rechts am Sitz eingelegt. Ein Drehknopf oben an diesem Hebel reguliert die Geschwindigkeit. Für Bremse und Rückwärtsgang ist je ein Pedal vorgesehen.
Fahrgestell und Karosserie entstanden wohl mit Hilfe des ortsansässigen Kutschenbauers George Pierce (nicht identisch mit George N. Pierce, dem Gründer von Pierce-Arrow). Der Rahmen wurde aus Stahlrohren angefertigt, der Wagenkasten ist über dem eigentlichen Chassis gefedert aufgehängt.
Stanhope ist eine Karosseriebezeichnung aus der Frühzeit des Automobils. Der Name geht auf die gleichnamige Kutsche zurück. Als Motorfahrzeugen bezeichnet sie einen etwas größeren und komfortableren Motor-Buggy oder Runabout.
Einiges deutet darauf hin, dass Henry Buffum das Fahrzeug zeitweilig als Versuchsträger für seine Ideen genutzt hat. Er hat es bis zu seinem Tod behalten. Es ist erhalten und befindet sich heute im Louwman Museum in Den Haag (Niederlande).

## H.H. Buffum Company
Erst ab 1900 begann Henry Buffum Bestellungen für Automobile anzunehmen; seine Kunden kamen meist aus Abington und Umgebung. Offensichtlich lief das Geschäft gut genug um eine reguläre Produktion ins Auge zu fassen. Buffum suchte stets eigenständige technische Lösungen und war mehr an technischen Verbesserungen interessiert als an einer geregelten Produktion, worin Historiker einen möglichen Grund des späteren Scheiterns des Unternehmens sehen.

### Buffum 20 HP
Das erste Modell der H.H. Buffum Company war der 1901 eingeführte und stark von französischen Entwürfen beeinflusste 20 HP. Dieses Fahrzeug gehört zu den ersten in den USA hergestellten mit vorne angebrachtem Motor und Hinterradantrieb ("Système Panhard"). Der wassergekühlte Vierzylinder war als Boxermotor mit mittig angeordnetem Schwungrad ausgelegt. Die Kraftübertragung erfolgte mittels Antriebsketten. Der Radstand betrug 94½ Zoll (2426 mm). Zu den Innovationen gehörte ein mittels Pedal betätigter Anlasser. Der 20 HP war nur mit einer Roi-des-Belges-Karosserie erhältlich. Den handgearbeiteten Aluminium-Aufbau fertigte Buffum selber an; er wog nur 120 lb (ca. 55 kg). Der Wagen war mit einem Preis von USS$ 2500.- in der damaligen oberen Mittelklasse angesiedelt. Er blieb bis und mit dem Modelljahr 1903 das einzige reguläre Modell im Angebot.
Eine Einzelquelle nennt ein Modell mit Vierzylinder-Boxermotor und 16 HP im Jahr 1902.

## Pionier des Achtzylindermotors
Als erstes Straßenfahrzeug mit einem V8-Motor gilt der französische Renn- und Weltrekordwagen Darracq 200 (auch bekannt als Darracq V8) von 1901, dessen Motor aus zwei Grand-Prix Motorblöcken besteht, die auf ein gemeinsames Kurbelwellengehäuse gesetzt wurden. Das Fahrzeug existiert und ist in fahrbarem Zustand.

### Buffum Greyhound

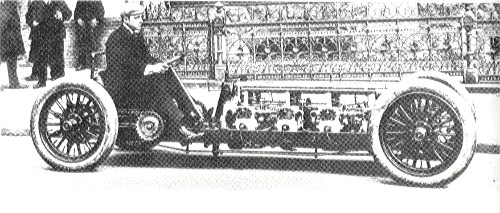
Buffum 80 HP Model G „Greyhound“ Rennwagen mit 180°-V8-Motor (1904).

Als erstes in den USA hergestellte Straßenfahrzeug mit einem Achtzylindermotor gilt der 1903 der Öffentlichkeit vorgestellte Rennwagen Buffum Model G "Greyhound" (gelegentlich auch: Central Greyhound genannt). Er wurde kurze Zeit nach dem Winton Bullet No. 2 fertiggestellt, der von zwei hintereinander angebrachten Vierzylindermotoren angetrieben wird (das Fahrzeug ist erhalten). Beide sollten am Gordon Bennett Cup 1903 in Irland starten, der Greyhound wurde aber nicht rechtzeitig fertig. Die beiden gemeldeten Winton, der von Alexander Winton gefahrene Bullet No. 2 wie auch der Vierzylinder Bullet No. 3 enttäuschten und schieden aus.
1904 bot Buffum den Greyhound als reguläres Modell im Verkaufskatalog an, was ihn auch zum ersten Produktions-Rennwagen der Welt macht.

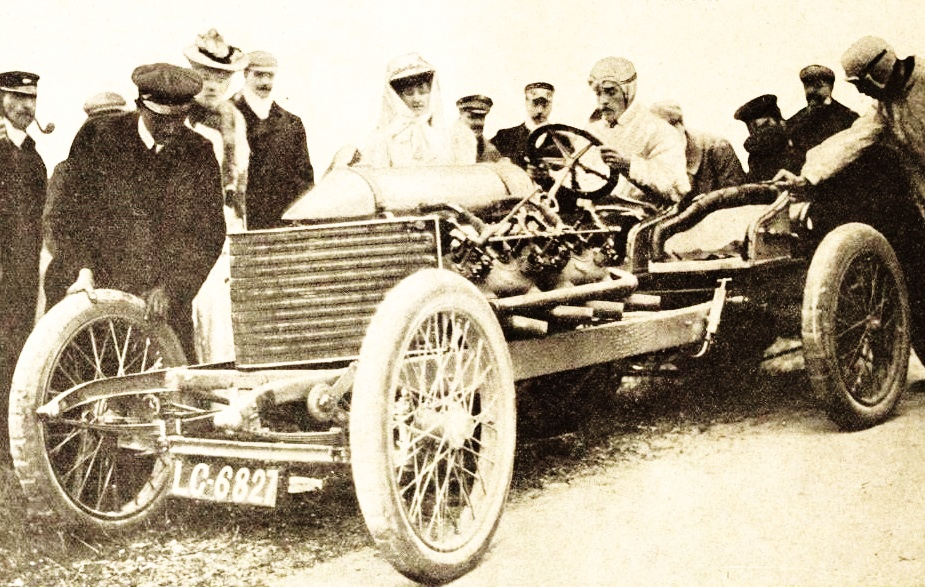
Algernon Lee Guinness auf Darracq 200 (1901) an einem Wettbewerb in Oostende (1906).
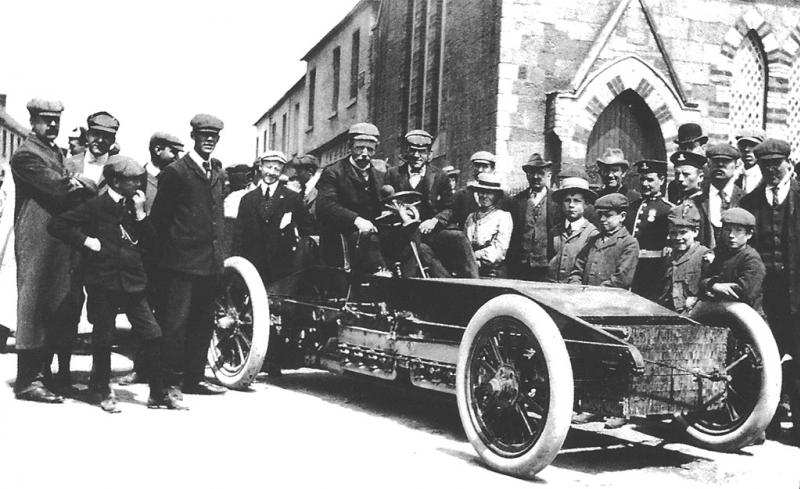
Alexander Winton auf Winton Bullet No. 2 an der Gordon Bennett Trophy 1903 in Irland.

## Weitere Vierzylinder

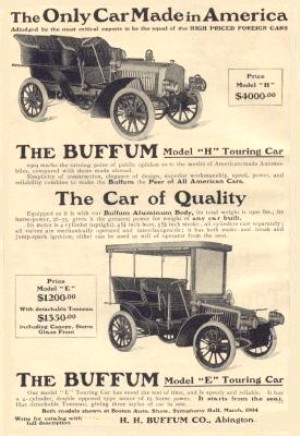
Buffum-Anzeige von 1905.Model E war neu und Model H überarbeitet worden. Beide Fahrzeuge werden als „Touring“ bezeichnet, obwohl Tonneaus mit Heckeinstieg gezeigt werden.

1904 und 1905 wurden konventionellere Baureihen mit Vierzylinder-Reihenmotoren hergestellt.

### Buffum Modelle H, K, E und F
Das Programm von 1904 umfasste neben dem Greyhound auch einen Nachfolger für den 20 HP. Der neue Motor hatte ein A.L.A.M.-Rating von 28 HP. Damit muss er nicht zwingend größer als der 20 HP gewesen sein, weil zur Berechnung nur die Zylinderbohrung herangezogen wurde, nicht aber der Hub. Gegenüber dem Vorgänger blieben Radstand und Preis zunächst unverändert; ein Tonneau löste den Roi-des-Belges-Aufbau ab.
1905 wurde der Greyhound nicht mehr aufgeführt. Es gab aber eine überarbeitete Version des Model H mit einem längeren Radstand von 105 Zoll (2667 mm) und einem deutlich höheren Preis von US$ 4000.-; diese Version wurde von Buffum als "Touring bezeichnet, obwohl die dazu gehörende Abbildung ein Tonneau mit Heckeinstieg zeigt. Eine andere Quelle nennt ein Model K Touring mit den gleichen Daten und zum gleichen Preis.

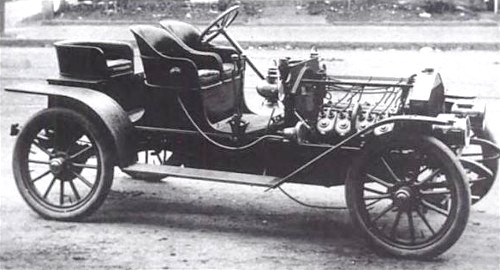
Buffum Model F 3-passenger Runabout (1905).

Neu war ein kleineres Modell mit einem Rating von 12 HP. Sein Radstand betrug nur 86 Zoll (2184 mm). Offenbar waren auch hier mehrere Versionen erhältlich. Die obige Anzeige nennt ein Model E, das in der Basisausstattung ein zweisitziger Roadster zu US$ 1200.- erhältlich war. Ein zusätzliches, abnehmbares Tonneau machte das Fahrzeug zum Vier- bis Fünfsitzer; der Preis für ein solches Fahrzeug inklusive eines stabilen Daches betrug US$ 1350.-. Die andere Quelle führt stattdessen einen Model F Roadster zu ebenfalls US$ 1200.- an ohne ein Tonneau zu erwähnen.
Buffum war ein sehr kleiner Hersteller und dadurch flexibel in seinem Angebot. Es ist sowohl denkbar, dass kurzfristig weitere Varianten nachgeschoben wurden wie auch, dass Modelle ohne weiteres abgelöst wurden.

## Der erste Achtzylinder-Serienwagen in den USA?

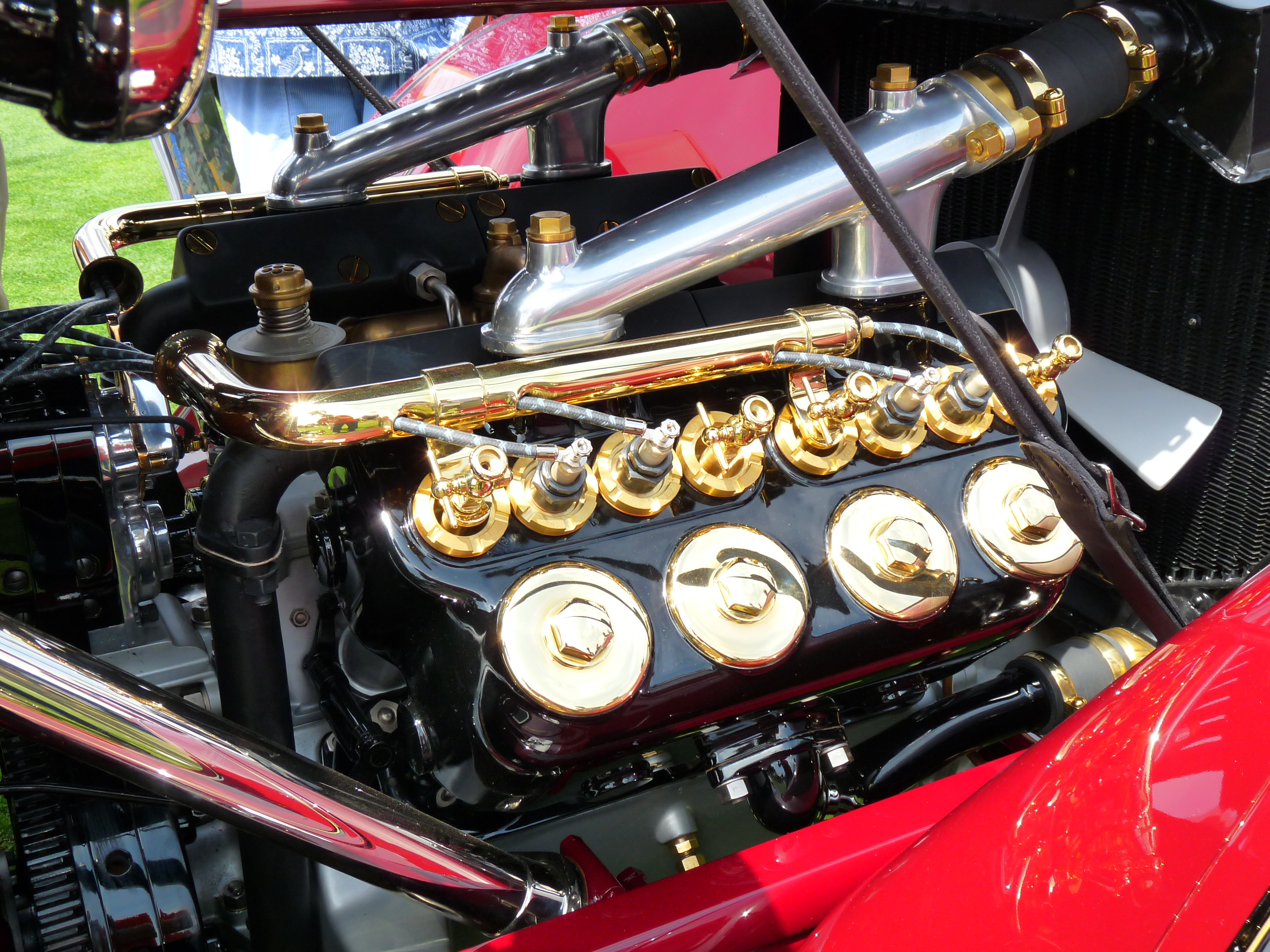
Früher V8-Motor: De Dion Bouton 20 CV Type DM (1912).

Als möglicher "Anwärter" auf den ersten in Serie gebauten Personenwagen mit V8-Motor wird gelegentlich der Rolls-Royce V8 von 1905 genannt. Von diesem wurden aber nur drei Exemplare hergestellt; das einzige, das an einen Kunden ausgeliefert wurde, hat das Werk später überdies zurückgezogen. V8-Motoren fanden ein gewisse Verbreitung zum Antrieb von Flugzeugen. Eine prominente Herstellerin war die französische Société Antoinette, die 1906 auch ein Automobil mit einem V8-Motor mit 7270 cm³ Hubraum vorstellte. Dieses wurde aber wohl nur auf Bestellung gebaut. Anstelle von Getriebe und Differential wies dieses Fahrzeug hydraulische Kupplungen auf. Antoinette-Motoren wurden von der Adams Manufacturing Company in Bedford (Bedfordshire, England, Vereinigtes Königreich Großbritannien und Irland) in Lizenz nachgebaut. Adams stellte ebenfalls 1906 den 35/40 HP mit einem etwas kleineren Antoinette-V8 vor.
1910 brachten sowohl Renault wie auch De Dion-Bouton V8-Nutzfahrzeuge auf den Markt. Letzteres Unternehmen lancierte gleichzeitig auch einen entsprechenden PKW, der in bis zu drei Größen bis 1923 verkauft wurde. Daher gelten die Modelle CJ und DM (35 resp. 20 CV) als erste regulär produzierte V8-Personenwagen. Ein Lizenznachbau dieses Motors erfolgte bei der General-Motors-Konzerntochter Northway, welche solche Motoren an Cadillac, Oldsmobile und Oakland lieferte. Der 1914 für das Modelljahr 1915 eingeführte Cadillac Type 51 wird daher meist als erster US-Serienwagen mit V8-Motor genannt.
Nicht weniger komplex verlief die Entwicklung zum ersten V8-Personenwagen US-amerikanischer Produktion. Es gab bereits 1906 zwei ernsthafte Anläufe, ein solches Fahrzeug auf den Markt zu bringen. Welches der beiden tatsächlich das erste war, lässt sich aus heutiger Sicht nicht mehr klären. Der eine Anbieter war die Hewitt Motor Company, ein Automobil- und Nutzfahrzeughersteller aus New York City. Dessen Inhaber, Edward Ringwood Hewitt, hatte beste Verbindungen nach Europa und zur genannten Adams Manufacturing Company. Von dort bezog er die Lizenzversion des 7,4 Liter-Antoinette-Motors, die er im 1907 vorgestellten Hewitt 50/60 HP verwendete. Während für das französische Original mechanisch gesteuerte Einlassventile aufwies, wurden diese bei der Adams-Version "atmosphärisch", also durch Unterdruck reguliert (Schnüffelventile).

### Buffum 40 HP Eight
Auch die H.H. Buffum Company hatte mit dem neuen 40 HP nahezu zeitgleich ein V8-Modell im Angebot, ebenfalls 1906 für das Modelljahr 1907 vorgestellt worden war. Wie alle Buffum-Fahrzeuge hatte auch dieses einen selber konstruierten Motor. Dieser hatte ein quadratisches Verhältnis von Bohrung und Hub von je 4 Zoll (101,6 mm), woraus sich ein Hubraum von 402,146 c.i. (6590 cm³) ergibt. Das Rating von 40 HP scheint belegt, dürfte aber individuell festgelegt worden sein, weil erst um 1915 die A.L.A.M.-Nachfolgeorganisation National Automobile Chamber of Commerce (N.A.C.C.) V8-Motoren in ihrer Ratingliste aufführte. Der Radstand betrug 100 Zoll (2540 mm).

## Insolvenz
Die H.H. Buffum Company produzierte noch bis 1907 Automobile, zuletzt wohl nur noch den 40 HP. Danach geriet sie in Insolvenz. Im Oktober wurde sie von Bickney Hall aus Taunton übernommen und als Hall Manufacturing Company reorganisiert. Geplant war die Fortsetzung des letzten Buffum Achtzylinders als Hall 40 HP, doch scheint es nur noch zum Abverkauf der Lagerbestände und der aus vorhandenen Bestandteilen montierten Fahrzeuge gekommen zu sein. Die Produktion wurde noch vor dem Jahresende 1907 endgültig eingestellt.

## Henry Buffums spätere Aktivitäten
Henry Buffum zog danach nach Laconia (New Hampshire) und konzentrierte sich einige Jahre lang auf den Bau von Motorbooten. 1914 konstruierte er mit dem Laconia einen hochwertigen Kleinwagen, dessen Hubraum knapp oberhalb der Grenze von 1100 cm³ für Cyclecars lag, von dem im ersten und einzigen Produktionsjahr weniger als 100 Exemplare entstanden. Weder für den Bootsbau noch für die Autoproduktion richtete er eigene Unternehmen ein. Henry Buffum verstarb 1933 an der Westküste.

## Modellübersicht
Zu fünf der sechs vor 1900 gebauten Automobile liegen keine Erkenntnisse vor.
| Modell            | Bauzeit   | Zyl.    | A.L.A.M.-Rating | Radstand Zoll / mm | Karosserie                | Listenpreis | Bemerkungen                                       |
| ----------------- | --------- | ------- | --------------- | ------------------ | ------------------------- | ----------- | ------------------------------------------------- |
| Stanhope          | 1894–1895 | R4      |                 |                    | Stanhope 2 Pl.            |             | [ 4 ]                                             |
| 20 HP             | 1901–1903 | B4      | 20 HP           | 94½ / 2426         | Roi-des-Belges            | US$ 2500.-  | 16 HP?                                            |
| Model H           | 1904      | R4      | 28 HP           | 94½ / 2426         | Tonneau                   | US$ 2500.-  | [ 6 ]                                             |
| Model G Greyhound | 1904      | V8 180° |                 | 120 / 3048         | Rennwagen 2 Pl.           |             | 80–100 bhp (59,7–79,6 kW) je nach Quelle.         |
| Model E           | 1905      | R4      | 12 HP           | 86 / 2184          | Roadster 2 Pl.            | US$ 1200.-  | [ 7 ]                                             |
| Model E           | 1905      | R4      | 12 HP           | 86 / 2184          | Detachable Canopy Tonneau | US$ 1350.-  | Roadster mit abnehmbarem Tonneau und festem Dach. |
| Model F           | 1905      | R4      | 12 HP           | 86 / 2184          | Roadster 3 Pl.            | US$ 1200.-  | [ 6 ]                                             |
| Model H           | 1905      | R4      | 28 HP           | 105 / 2667         | Tonneau                   | US$ 4000.-  | [ 7 ]                                             |
| Model K           | 1905      | R4      | 28 HP           | 105 / 2667         | Touring                   | US$ 4000.-  | [ 6 ]                                             |
| 40 HP             | 1906–1907 | V8      | 40 HP           | 100 / 2540         | Runabout 2 Pl.            | US$ 2500.-  | [ 6 ] [ 14 ]                                      |
| Hall 40 HP        | 1907      | V8      | 40 HP           | 100 / 2540         | Runabout 2 Pl.            |             | [ 15 ]                                            |

### Das A.L.A.M.-Rating
Diese Leistungsangaben sind errechnet, nicht gemessen. Sie beziehen sich auf eine Norm der Association of Licensed Automobile Manufacturers (A.L.A.M.). Der 1903 gegründete Verband war gleichzeitig die Interessenvertretung der Inhaber des Selden-Patents, der aufgenommenen (lizenzierten) Motorfahrzeughersteller und die erste US-amerikanische Normen-Organisation. Sie wurde nach dem ungünstig verlaufenen Selden-Patentstreit 1912 von der National Automobile Chamber of Commerce (N.A.C.C.) abgelöst. Die Leistung wird berechnet; Zylinderbohrung² × Anzahl Zylinder; das Ergebnis wird durch die Konstante 2,5 dividiert. Ihr Problem war, dass der Faktor 2,5 mit zunehmend höheren Drehzahlen ungenauer wurde. Später ging daraus die praxisnähere Formel der Society of Automobile Engineers hervor (SAE-PS).
Die N.A.C.C. legte erst um 1915 Werte für Acht- und Zwölfzylindermotoren fest. Daher lassen sich für den Achtzylinder des Greyhound keine entsprechende Daten ermitteln. Der Buffum-Achtzylinder von 1906–1907 wird von mehreren Quellen als 40 HP erwähnt; es ist nicht ausgeschlossen, dass es sich um Leistungs-PS handelte.